# Rúben Brígido
Rúben Luís Maurício Brígido (Leiria, 1991. június 23. –) portugál labdarúgó, posztját tekintve középső középpályás.

## Pályafutása

### Klubcsapatokban
Brígido 2001-ben, az UD Serra utánpótlás csapatánál kezdte labdarúgó pályafutását. Utánpótlás szinten szerepelt még a Sporting CP, a CD Fátima, a CADE, valamint az UD Leiria akadémiáján. 2012-től 2014-ig a Marítimo csapatában szerepelt. 2014-ben először szerződött külföldre a román FC Oțelul Galați csapatához. Egy év múlva Ciprusra igazolt, ahol három éven keresztül négy csapatnak (Ermísz Aradípu, Othélosz Athiénu, Anajéniszi, Néa Szalamína) volt tagja. 2018 telén a bolgár PFK Beroe Sztara Zagora csapatához szerződött. 2019 szeptember 29-én betalált a CSZKA Szófia elleni bajnokin, amivel csapata 2–1-re nyert. 2020-től 2023-ig három kazah csapatban is játszott.

### A válogatottban
Utánpótlás szinten képviselte a portugál U20-as labdarúgó-válogatottat, három mérkőzésen lépett pályára.